# Herb Giżycka
Herb Giżycka – jeden z symboli miasta Giżycko w postaci herbu.

## Wygląd i symbolika
Herb przedstawia w  polu błękitnym hiszpańskiej tarczy herbowej trzy leszcze srebrne w słup; spośród nich środkowy największy.

## Historia

Herb Giżycka
obowiązujący do 2019 r.

Prawa miejskie Giżycku nadał przywilejem z 15 maja 1612 r. elektor brandenburski i regent księstwa pruskiego Jan Zygmunt Hohenzollern, który parę dni później przywilejem z 26 maja 1612 r. nadał miastu herb a także pieczęć. Przywilej miejski z 1612 r. był odnowieniem starszego przywileju lokacyjnego Nowej Wsi (poprzednia nazwa osiedla) z 1475 r. a mieszkańcy w podaniu z 1608 r. wystąpili o zatwierdzenie tego właśnie herbu.
Herb ustanowiony 30 października 2019 roku opracowali graficznie Kamil Wójcikowski i Robert Fidura.